# 霍爾斯特鎮區 (明尼蘇達州清水縣)
霍爾斯特鎮區（英語：Holst Township）是位於美國明尼蘇達州清水縣的一個行政鎮區。

## 地方資料
霍爾斯特鎮區的面積為92.20平方千米，當中陸地面積為91.00平方千米，而水域面積為1.20平方千米。根據2020年美國人口普查的數據，當地共有人口335人，而人口密度為每平方千米3.63人。